# Billy Baron
William James "Billy" Baron (Altoona, Pensilvania; 11 de diciembre de 1990) es un jugador de baloncesto estadounidense que actualmente se encuentra sin equipo. Con 1,88 metros de estatura, juega en la posición de escolta. Es hermano de Jimmy Baron.

## Trayectoria deportiva
Billy inició su aventura profesional tras terminar los años de Universidad en Estados Unidos, cambiando de continente y debutando en el Lietuvos Rytas lituano.
En el Lietuvos Rytas apenas vio minutos en su primera incursión en Europa, el entrenador del equipo lituano no hablaba inglés lo que dificultó la adaptación de Billy en el club lituano.
En 2015, llega a Bélgica para coincidir con su hermano Jimmy en las filas del Spirou Charleroi y a su vez debutando en la Eurocup.
El mejor encuentro en el Spirou Charleroi fue ante Brussels Basket donde anotó 39 puntos, con 18 de 19 en tiros libres siendo éste su tope de punto en el conjunto belga.
En julio de 2016, firma con el UCAM Murcia tras realizar una gran campaña en Bélgica, con el equipo belga promedió 16,8 puntos (con más de un 41% de acierto desde la línea de 3), 2,5 rebotes y 4 asistencias en los 30 partidos que disputó en la fase regular.
Tras una temporada en el UCAM Murcia ficha por el NSK Eskişehir Basket turco.
En julio de 2018 se hace oficial su incorporación a la plantilla del Estrella Roja serbio.
En julio de 2020, firma con el BC Zenit San Petersburgo de la Superliga de baloncesto de Rusia.
El 28 de junio de 2022 firmó un contrato de dos años con el Olimpia Milano de la Lega Basket Serie A italiana.

## Selección nacional
Baron fue miembro de la selección de baloncesto de Estados Unidos que ganó el Campeonato FIBA Américas de 2017.